# Neurigona dimidiata
Neurigona dimidiata är en tvåvingeart som först beskrevs av Friedrich Hermann Loew 1861.  Neurigona dimidiata ingår i släktet Neurigona och familjen styltflugor. Inga underarter finns listade i Catalogue of Life.